# جایزه ایکس انصاری

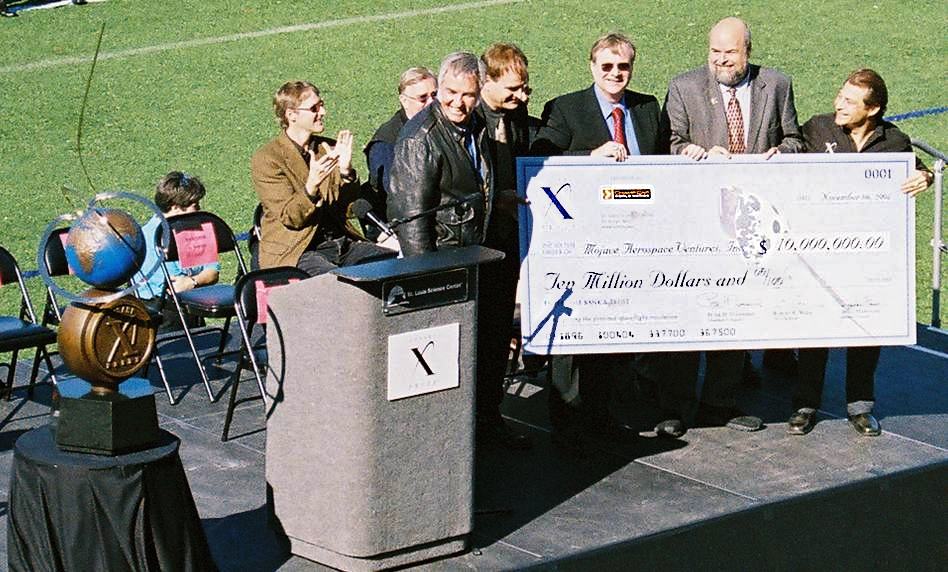
برت روتان در هنگام دریافت جایزه ۱۰ میلیون دلاری در سال ۲۰۰۴

جایزه ایکس انصاری (به انگلیسی: Ansari X Prize) نام یک جایزه بود که در سال ۱۹۹۶ توسط بنیاد جایزه ایکس خلق گردید. مقدار آن ۱۰ میلیون دلار آمریکا بود، و به فرد یا گروهی تعلق میگرفت که نخستین پرواز غیر دولتی به فضا را میسر می‌ساخت.
نام این جایزه درابتدا «جایزهٔ ایکس» (X Prize) بود و بعدتر به افتخار امیر انصاری و انوشه انصاری به «جایزهٔ ایکس انصاری» تغییر نام پیدا کرد. مبلغ قابل توجهی از این جایزه هدیه‌ای از طرف آنان بود.
برت روتان آمریکایی برنده جایزه گردید.
بنیاد جایزه ایکس (به انگلیسی: X Prize Foundation) امروزه به فعالیت‌های خود برای پیشبرد علم کماکان ادامه می‌دهد.